# Taramundi
Taramundi è un comune spagnolo di 875 abitanti situato nella comunità autonoma delle Asturie. Nel comune si parla l'eonaviego, variante galiziana con tratti asturiani.